# Vilafranca Eagles
Los Vilafranca Eagles (español: Águilas de Villafranca) son un club español de fútbol americano situado en la ciudad catalana de Villafranca del Panadés (Barcelona).

## Historia
El club se fundó en febrero de 1989, siendo inscrito con el número 05867 en el Registro de Entidades Deportivas de la Generalidad de Cataluña el 1 de junio de 1989, pero ya había comenzado a entrenar en Moja (Olèrdola) en 1988. Esto lo convierte en el cuarto equipo en activo más antiguo de Cataluña, detrás de Badalona Dracs, Barcelona Búfals y L'Hospitalet Pioners.
Debutaron en competición oficial a finales de 1990 y se convirtieron en uno de los equipos protagonistas de las competiciones oficiales de la década, ya que en 1993 ganó la liga (entonces denominada Spain Football League), en 1996 disputó las finales de la liga y la copa, y en 1997 ganó la liga, la Copa de Cataluña y la Supercopa.

## Palmarés

### 1993
- Campeones II Spain Football League (SFL)

### 1994
- Subcampeones Torneo Ciudad de Zaragoza Junior

### 1996
- Subcampeones I Copa de España
- Subcampeones II Liga Nacional de Fútbol Americano (LNFA)

### 1997
- Campeones VI Copa Catalana
- Campeones Supercopa
- Campeones III Liga Nacional de Fútbol Americano (LNFA)

### 1999
- Campeones de Cataluña Infantil

### 2000
- Campeones Dragons Bowl
- Campeones Flag football Escolar de España
- Campeones Liga Catalana Cadete

### 2002
- Campeones de Cataluña Infantil
- Medalla de Bronce – European Championship Flag

### 2004
- Subcampeones Liga Catalana Cadete

### 2005
- Subcampeones Copa Catalana Cadete
- Subcampeones Liga Catalana Cadete

### 2006
- Subcampeones XVIII Liga Catalana